# Resolução 89 do Conselho de Segurança das Nações Unidas
Resolução 89 do Conselho de Segurança das Nações Unidas, foi aprovada em 17 de novembro de 1950, depois de receber reclamações do Egito, Israel, Jordânia e Chefe de Gabinete da Organização de Supervisão de Trégua quanto à aplicação dos acordos de armistício para pôr fim à guerra árabe-israelense, o Conselho pediu à Comissão Mista do Armistício Egito-Israel dar atenção urgente a uma denúncia de expulsão de milhares de árabes palestinos. O Conselho apelou a ambas as partes para dar efeito a qualquer conclusão pela Comissão, repatriando tais árabes que no entender da Comissão que o direito de voltar. Em seguida, o Conselho autorizou a Chefe de Gabinete da Organização de Supervisão de Trégua em recomendar a Israel, Egito e as demais medidas adequadas dos Estados Árabes que considere necessária para controlar o movimento dos árabes nômades através das fronteiras internacionais ou linhas de armistício por acordo mútuo.
O Conselho apelou ao interesse dos governos em não tomar nenhuma ação que envolva a transferência de pessoas através das fronteiras internacionais ou linhas de armistício, sem consulta prévia através das Comissões. O Conselho solicitou um relatório do, então, Chefe do Estado Maior da Organização de Supervisão de Trégua para 90 dias, ou antes que ele considerar necessário sobre o cumprimento dado a esta resolução e sobre o status das operações das diversas Comissões. O Conselho finalmente pediu que apresentasse periodicamente os relatórios do Conselho de Segurança de todas as decisões tomadas pelas várias Comissões e da Comissão Especial previstas no artigo X, parágrafo 4, do Acordo de Armistício Geral do Egito e Israel.
Foi aprovada com 9 votos, com duas abstenções do Egito e a União Soviética.